# TOKYO GIRL
《TOKYO GIRL》是日本流行電音組合Perfume第23張單曲。單曲於2017年2月15日發行。唱片公司為Perfume Records/Universal J。

## 介绍
- 距離前一張單曲《STAR TRAIN》約1年零四個月發行的單曲[1]，為Perfume在2017發行的第一彈單曲。以初回限定盤及通常盤兩種形態發行。
- 《TOKYO GIRL》為日本電視台週三連續劇《東京白日夢女》主題曲[2]。
- MV中出現的一座虛構建築物名為「Perfume塔」。特別的是，劇中女主角吉高由里子在MV中客串演出，而三位成員私下和吉高也有著不錯的交情。[3]
- B面曲《寶石之雨》（宝石の雨）為「Ora2 × Perfume 口腔Beauty Project」廣告歌。

## 收錄歌曲

### CD
| 曲序     | 曲目                                                     | 时长  |
| -------- | -------------------------------------------------------- | ----- |
| 1.       | TOKYO GIRL（日本電視台週三連續劇《東京白日夢女》主題曲） | 4:27  |
| 2.       | （「Ora2 × Perfume 口腔Beauty Project」廣告歌）          | 3:58  |
| 3.       | TOKYO GIRL -Original Instrumental-                       | 4:27  |
| 4.       | -Original Instrumental-                                  | 3:58  |
| 总时长： | 总时长：                                                 | 16:10 |

### DVD
1. TOKYO GIRL -Video Clip-
2. Perfume View
3. Special Teaser Trailer

## 資料來源
1. ↑  .   [2017-02-02]. （原始内容存档于2017-02-02）.
2. ↑  Perfumeがドラマ『東京タラレバ娘』主題歌、新曲"TOKYO GIRL" （页面存档备份，存于） - 音楽ニュース：CINRA.NET 2016年12月14日
3. ↑  Perfume、『タラレバ』主題歌MV公開 吉高由里子が友情出演 （页面存档备份，存于） オリコン、2017年2月1日閲覧

## 外部連結
- 日本環球唱片公司的Perfume專頁（页面存档备份，存于）（日語）
- 官方YouTube頻道音樂影片：
  - YouTube上的Official Muisc Video：Perfume 「TOKYO GIRL」